# Aplicación aérea de plaguicidas

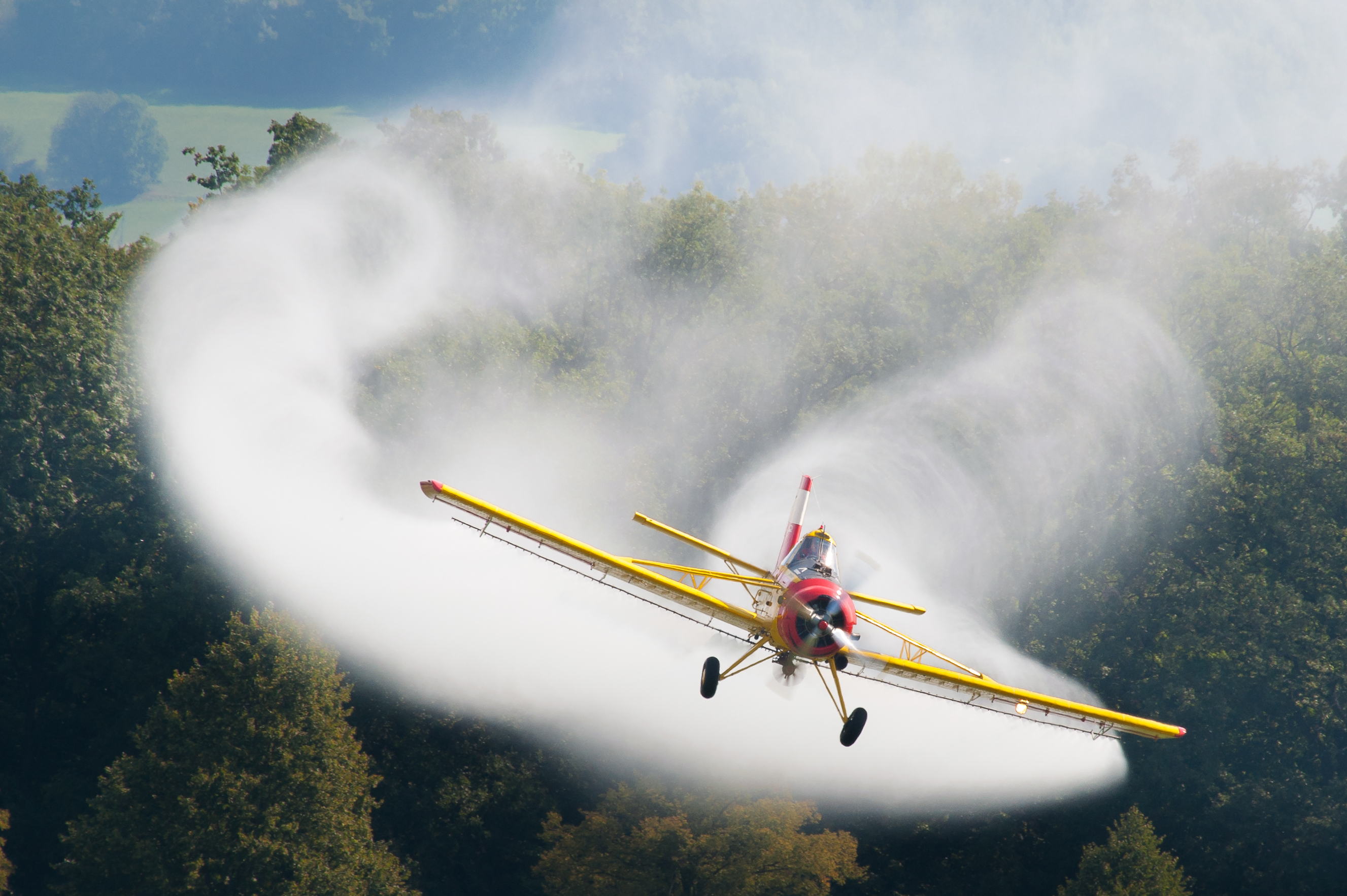
Un avión de cultivo KZK PZL-106 aplicando una fina niebla de pesticidas

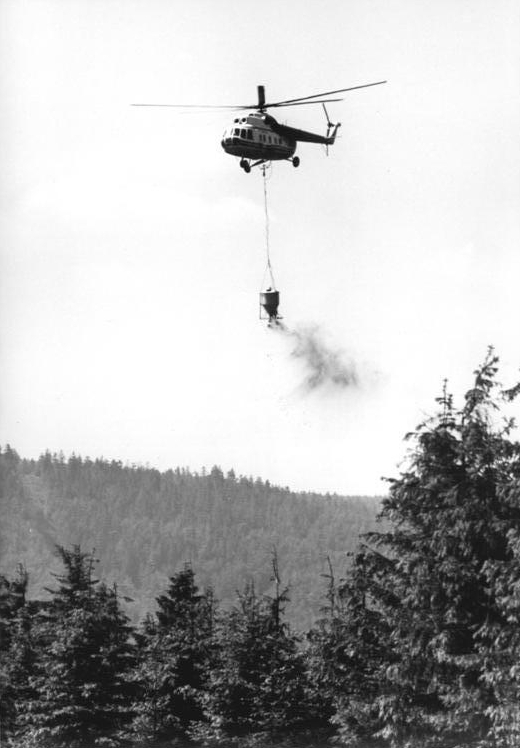
Un fertilizante de propagación Mil Mi-8

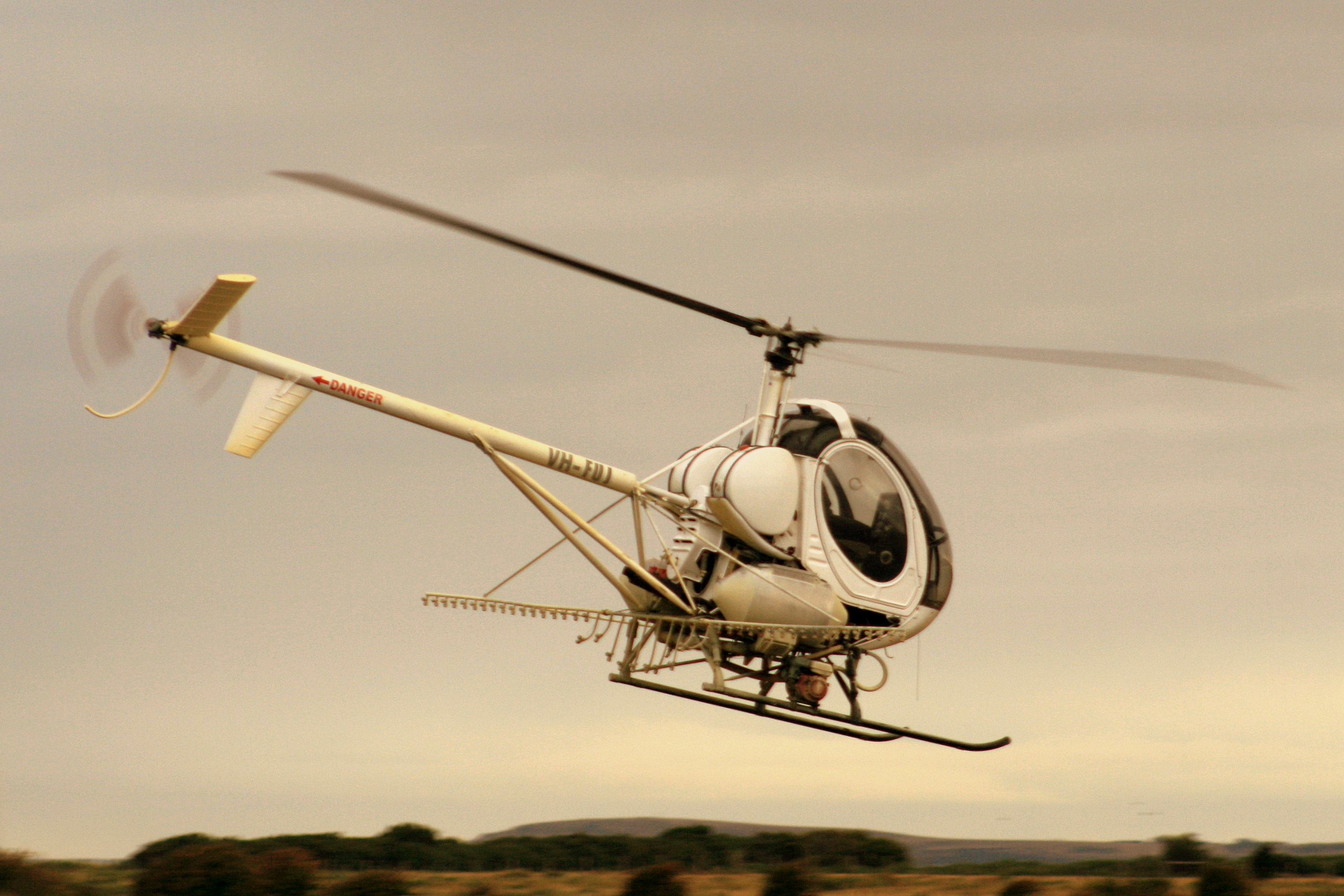
Un Schweizer S269C equipado con brazos de pulverización.

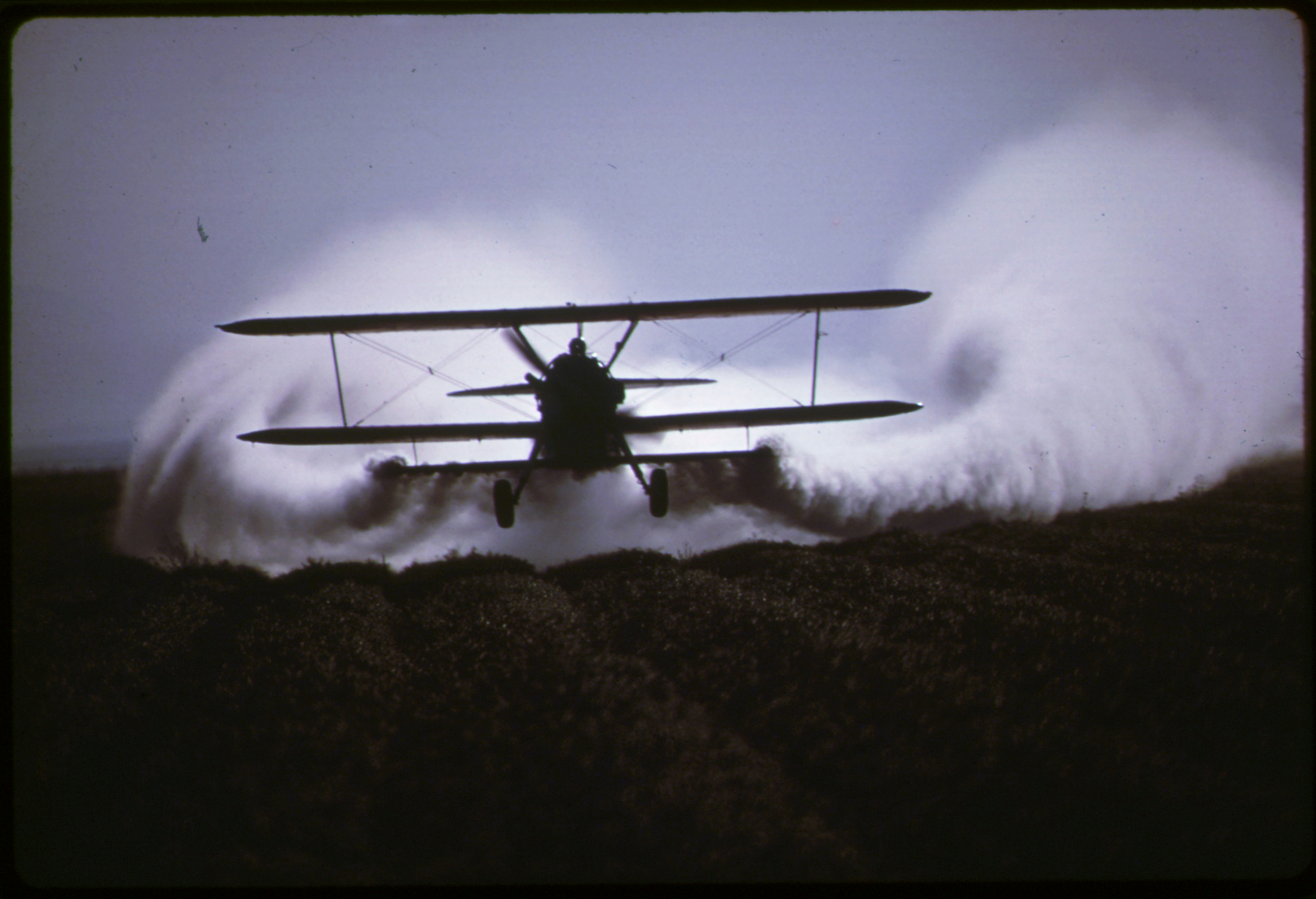
La altitud y el viento afectan la dispersión. Foto de Charles O'Rear, 1972.

La aplicación aérea, o lo que informalmente se conoce como fumigación de cultivos, implica rociar cultivos con pesticidas (agroquímicos) y otros productos fitosanitarios desde un avión agrícola. Algunos tipos de plantaciones de cultivos también incluyen la siembra aérea. La aplicación específica de fertilizantes se conoce como recebado aéreo. Muchos países limitan la fumigación aérea de pesticidas y otros productos debido a los peligros ambientales y de salud pública, como la deriva por pulverización. En particular, la Unión Europea prohibió por completo la fumigación aérea con algunas excepciones muy restringidas en 2009, poniendo fin efectivamente a la práctica en todos los Estados miembros. 
Los aviones agrícolas son aviones altamente especializados, especialmente diseñados para un propósito. Los aviones agrícolas de hoy en día a menudo funcionan con motores de turbina de hasta 1.100kW y puede transportar hasta 3.000 litros de químicos. A veces se usan helicópteros, y algunas aeronaves cumplen una doble función como bombarderos de agua en áreas propensas a incendios forestales. (Estos aviones se conocen como SEAT, por sus siglas en inglés, que significa "tanques de aire monomotor").

## Historia

### "Empolvado de cultivos" de 1921

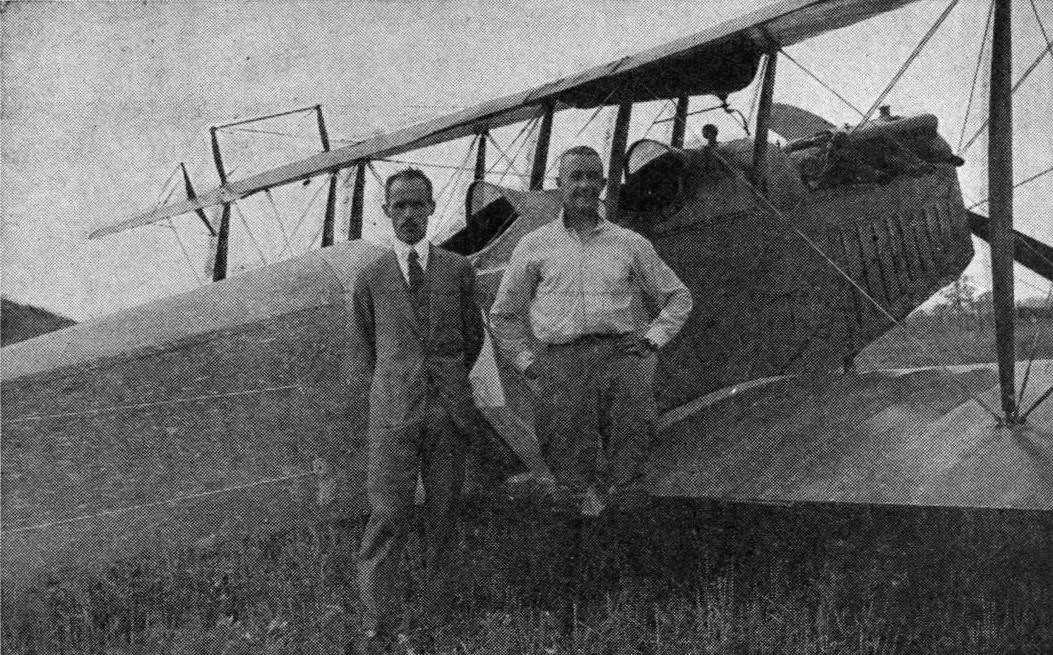
El teniente Macready (derecha) y el ingeniero de campo McCook E. Dormoy (izquierda) frente al primer avión de fumigación (3 de agosto de 1921)

El primer uso conocido de una máquina aérea para dispersar productos químicos ocurrió el 3 de agosto de 1921, bajo la supervisión del Departamento de Agricultura de los Estados Unidos y la estación de investigación del Cuerpo de Señales del Ejército, en el campo McCook en Dayton, Ohio. Bajo la dirección del ingeniero de McCook Étienne Dormoy, un avión Curtiss JN4 Jenny pilotado por John A. Macready fue modificado en el campo McCook para extender arseniato de plomo  para matar las orugas de la "esfinge de la catalpa" Ceratomia catalpae, en una granja cerca de Troy, Ohio. La primera prueba se consideró altamente exitosa. Las primeras operaciones comerciales comenzaron en 1924, en Macon, Georgia, por la empresa Huff-Daland Crop Dusting, cofundada por el piloto de pruebas del campo McCook, teniente Harold R. Harris. El uso de insecticidas y fungicidas para la fumigación de cultivos se extendió lentamente en las Américas y, en menor medida, en otras naciones en la década de 1930. El nombre "empolvado de cultivos" (crop dusting en inglés) se originó aquí, ya que de hecho se extendió polvo por los cultivos. En la actualidad, las fumigaciones aéreas utilizan productos líquidos.

### Recebado aéreo 1939–1946
El recebado aéreo es la aplicación aérea de fertilizantes sobre tierras de cultivo mediante aviones agrícolas. Fue desarrollado en Nueva Zelanda en la década de 1940 y rápidamente se adoptó en otros lugares en la década de 1950. [cita requerida]

### Aviones construidos especialmente
En 1951, Leland Snow comienza a diseñar el primer avión construido específicamente para aplicaciones aéreas, el S-1. En 1957, el Grumman G-164 Ag-Cat es el primer avión diseñado por una compañía importante para la aviación agrícola. Hoy en día, los aviones agrícolas más comunes son Air Tractor, Cessna Ag-wagon, Gippsland GA200, Grumman Ag Cat, PZL-106 KRUK, M-18 Dromader, PAC Fletcher, Piper PA-36 Pawnee Brave, Embraer EMB 202 Ipanema y Rockwell Thrush Commander pero también se utilizan helicópteros multipropósito.

### Aplicación aérea no tripulada

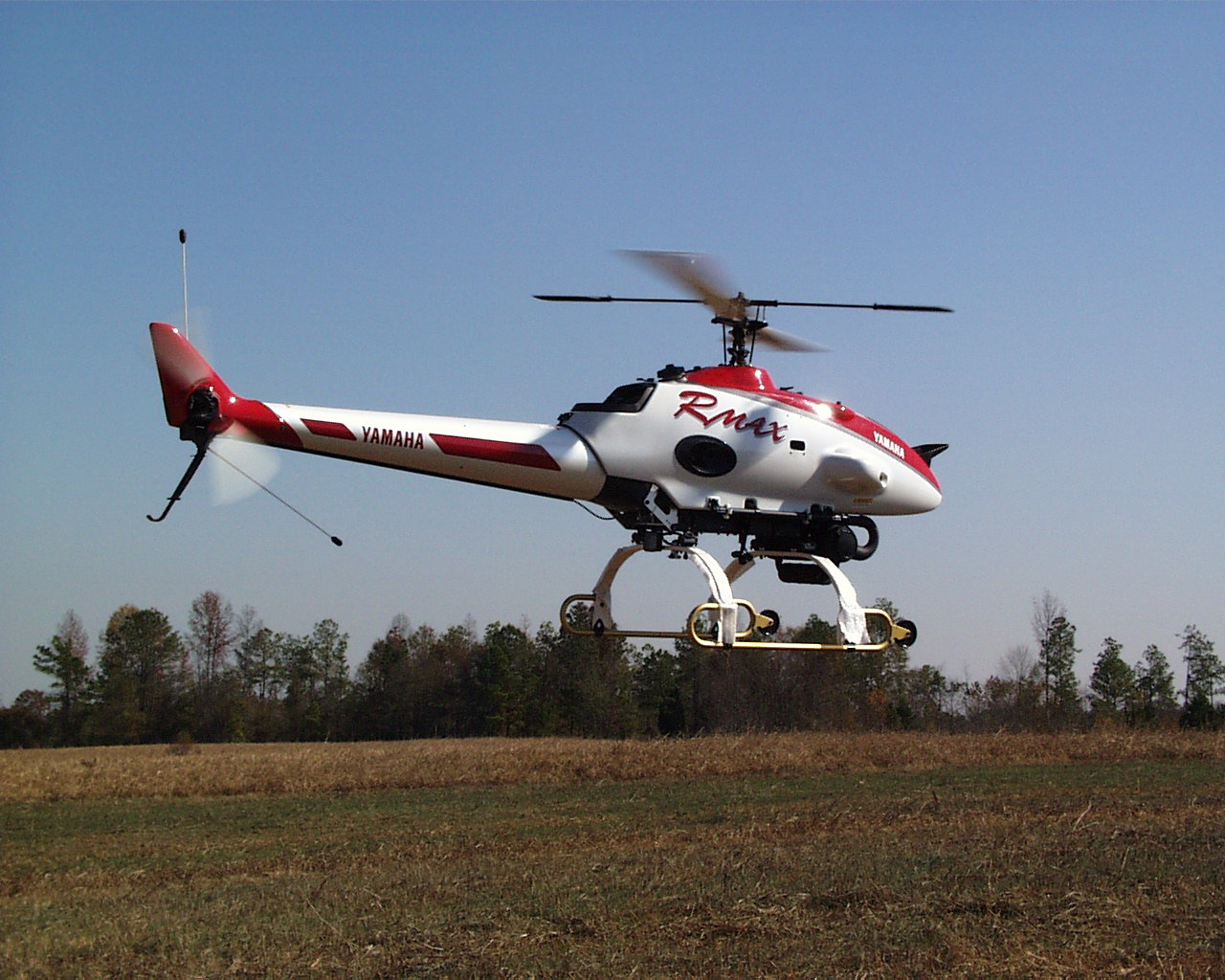
Un Yamaha R-MAX, un UAV comúnmente utilizado para aplicaciones aéreas en Japón.

A partir de fines de la década de 1990, los vehículos aéreos no tripulados también se utilizan para la fumigación agrícola. Este fenómeno comenzó en Japón y Corea del Sur, donde el terreno montañoso y las granjas familiares relativamente pequeñas requerían una pulverización de menor costo y mayor precisión. En 2014, el uso de fumigadores de UAV, como el Yamaha R-MAX, se estaba expandiendo a los Estados Unidos para su uso en la pulverización de viñedos. Ahora trabajan largas horas (10-12 horas al día) y casi todos los días de la semana. 

## Limitaciones en la aplicación aérea
En 2002, la Organización de las Naciones Unidades para la Alimentación y la Agricultura elaboró una "Guía de Buenas Prácticas para la Aplicación Aérea de Plaguicidas", donde detalla una serie de condiciones para la aplicación aérea. Algunas de las restricciones incluyen las condiciones meteorológicas (debe evitarse hacer una aplicación aérea con lluvia o vientos desfavorables) y del terreno.

## Restricciones y prohibiciones
Desde la década de 1970, varios países comenzaron a limitar o prohibir la aplicación aérea de pesticidas, fertilizantes y otros productos por razones ambientales y de salud pública, en particular por la deriva de la pulverización. 

### Europa
En 2009, la Unión Europea prohibió la fumigación aérea de pesticidas con algunas excepciones muy restringidas en el artículo 9 de la Directiva 2009/128/CE del Parlamento Europeo y del Consejo Europeo que establece un marco para la acción comunitaria para lograr el uso sostenible de pesticidas, que efectivamente terminó la mayoría de las aplicaciones aéreas en todos los Estados miembros y territorios de ultramar.

### América del Sur

#### Argentina
En Argentina, la aplicación aérea se encuentra prohibida totalmente en la provincia de Misiones, mientras que algunas provincias restringen la aplicación aérea en un radio determinado. 
| N.º | Provincia           | Ley        | Año  | Decreto                       | Radio de restricción aérea (en metros) |
| --- | ------------------- | ---------- | ---- | ----------------------------- | -------------------------------------- |
| 1   | Buenos Aires        | Ley 10.699 | 1988 | Decreto 499/91                | 2000                                   |
| 2   | Catamarca           | Ley 4.395  | 1986 | Decreto 3175/87               | 1000                                   |
| 3   | Chaco               | Ley 2026-R | 2012 | Decreto 1567/13               | 1500                                   |
| 4   | Córdoba             | Ley 9.164  | 2004 | Decreto 132/05                | sin especificar                        |
| 5   | Corrientes          | Ley 5.300  | 1998 | Decreto 593/94                | 1000                                   |
| 6   | Entre Ríos          | Ley 6.599  | 1980 | Decreto 279/03                | 3000                                   |
| 7   | Formosa             | Ley 1.163  | 1995 | Decreto 1228/04               | 3000                                   |
| 8   | Jujuy               | Ley 4.975  | 1996 | Decreto 3214/13               | 2000                                   |
| 9   | La Pampa            | Ley 1.173  | 1989 | Decreto 618/90                | 1000                                   |
| 10  | La Rioja            | Ley 9.170  | 2011 | sin decreto de reglamentación | sin especificar                        |
| 11  | Mendoza             | Ley 5.665  | 1991 | Decreto 1469/93               | 1000                                   |
| 12  | Misiones            | Ley 2.980  | 1992 | Decreto 2867/93               | prohibida en su totalidad              |
| 13  | Rio Negro           | Ley 2.175  | 1987 | Decreto 729/94                | 2000                                   |
| 14  | Salta               | Ley 7.812  | 2013 | Decreto 3924/15               | sin especificar                        |
| 15  | San Luis            | Ley 5.559  | 2004 | Decreto 1675/09               | 1500                                   |
| 16  | Santa Fe            | Ley 11.273 | 1995 | Decreto 552/97                | 3000                                   |
| 17  | Santiago del Estero | Ley 6.312  | 1996 | Decreto Serie A 0038/01       | 3000                                   |
| 18  | Tucumán             | Ley 6.291  | 1991 | Decreto 299/96                | 2000                                   |

Sin embargo, a pesar de las regulaciones existentes, las prácticas de fumigación aérea en Argentina siguen afectando a numerosas poblaciones, especialmente por el uso de químicos altamente peligrosos para la salud en el proceso de aplicación aérea. En Córdoba, la asociación Madres de Ituzaingó ha denunciado en varias ocasiones la aplicación aérea irregular de glifosato, llegando a litigar en la justicia. La diputada Victoria Donda presentó en 2018 un proyecto de ley para prohibir la aplicación aérea en todo el país. En Argentina existen más de 400 empresas agroaéreas registradas en la Administración Nacional de Aviación Civil (ANAC). Según una estimación en 2012 hecha por la Federación Argentina de Cámaras Agroaéreas (FeArCA), la aplicación aérea en Argentina iba a crecer un 20% hasta 2017. La FeArCA también recomendó "minimizar" el uso de glifosato en la aplicación aérea.

### Colombia
La aplicación aérea de herbicidas, sobre todo glifosato, para erradicar los cultivos ilegales de coca y amapolas en Colombia ha tenido varios efectos negativos sobre la población de Colombia. También impactó en aéreas urbanas y rurales de Ecuador, con más de 15.000 familias afectadas. En 2008 Ecuador demandó a Colombia en la Corte Internacional de Justicia, aunque luego retiró el caso en 2013 tras llegar a un acuerdo amistoso. Colombia se comprometía a limitar el área de exclusión a 10km de la frontera, aunque podía reducirse a 5 y 2 km tras dos años de alcanzado el acuerdo. En el 2015, Colombia suspendió los planes de aplicación aérea de herbicidas sobre cultivos ilegales bajo el principio de precaución, pero en 2019 retomó conversaciones para reanudar la práctica.